# Мединь
Меди́нь — місто в Росії, районний центр Мединського району Калузької області.

## Географія
Розташований на півночі Калузької області, на річці Мединка (басейн Оки), на автодорозі «Москва — Рославль» (А130, Варшавське шосе), за 15 км від залізничної станції Мятлевська лінії «Калуга — Вязьма», за 62 км від Калуги.

## Назва
Назва міста походить від слова «мед». Зв'язок з назвою міста видно, у тому числі, у малюнку герба міста. На ньому зображені 16 бджіл.
Протягом декількох століть місто славилося виробництвом меду. До сих пір бджільництво в Медині добре розвинене. Серед відомих бджолярів Медині виділяється колишній мер Москви Юрій Лужков, який побудував пасіку в передмісті Медині на початку 2000х років.

## Історія
Вперше згадується в історичних документах в 1386 році, коли Мединь перейшла від Смоленського князівства до Московського, але вже в 1389 Дмитро Донський віддав її синові, Андрію Можайському. В 1472 році стала власністю великого князя Василя III, який в 1508 році завітав село князю Михайлу Глинському. На початку XVII століття Мединь піддалася руйнуванню. В 1708 році приписана до Московської губернії.
В 1776 році було перетворено в місто Мединський (однак у вживанні закріпилася назва Мединь), яке стає повітовим містом Мединського повіту Калузького намісництва.
З 1929 року Мединь є центром Мединського району Західної області (з 1944 року — Калузької області).
Щодо назви міста існують 2 версії. Перша — від литовського слова medinis, що в перекладі означає «дерев'яний», друга — від слов'янського кореня «мед», що характеризує рід занять — бортництво — тодішніх поселенців.

## Економіка
- Виробництво меблів ВАТ «Мединська меблева фабрика»
- Молочний завод ВАТ «МосМединьагропром» «Шкільне харчування»
- Деревозаготівельне підприємства
- Деревообробні підприємства
- Виробництво морозива ТОВ «Русское мороженое»

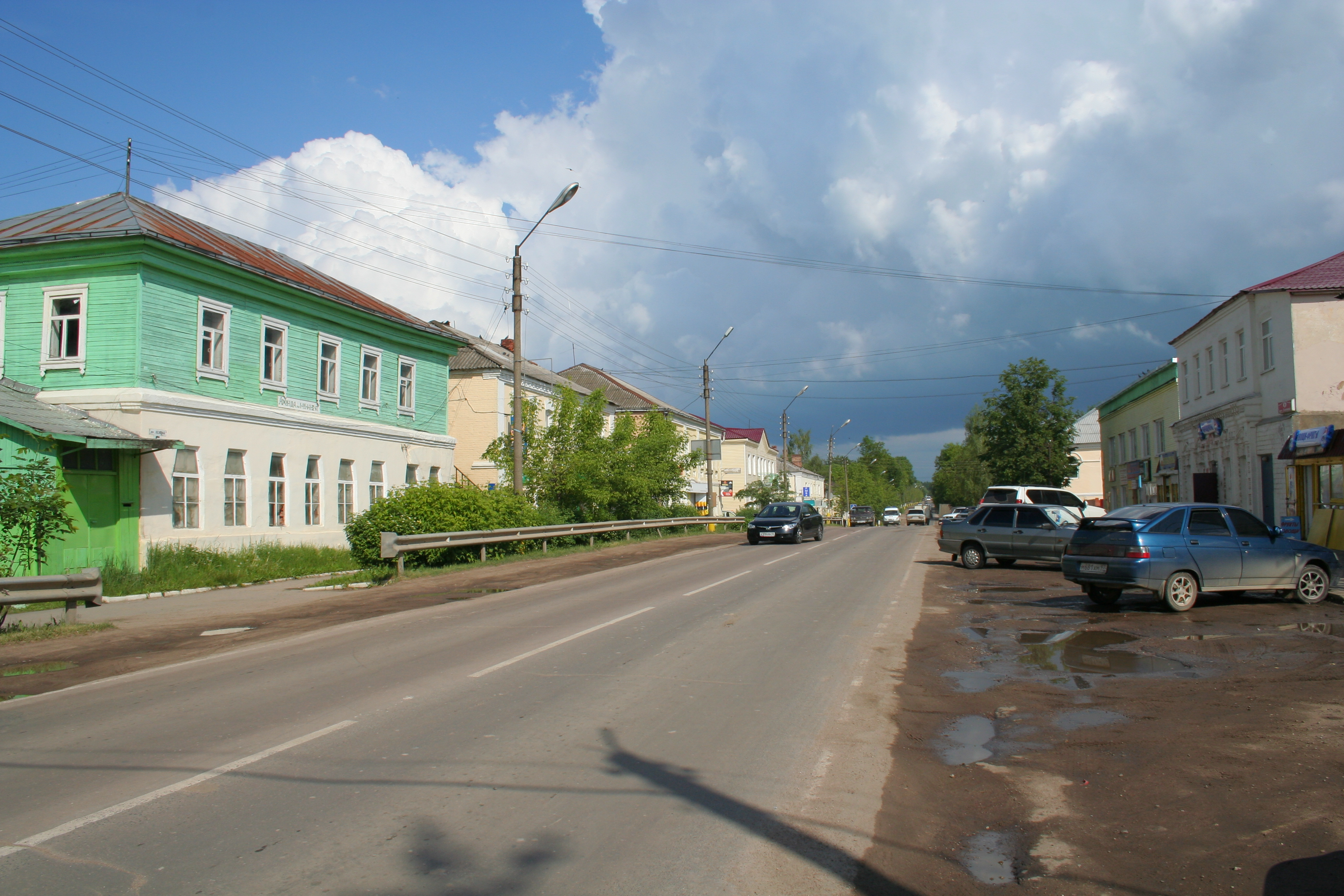
Проспект Леніна в центрі Медині
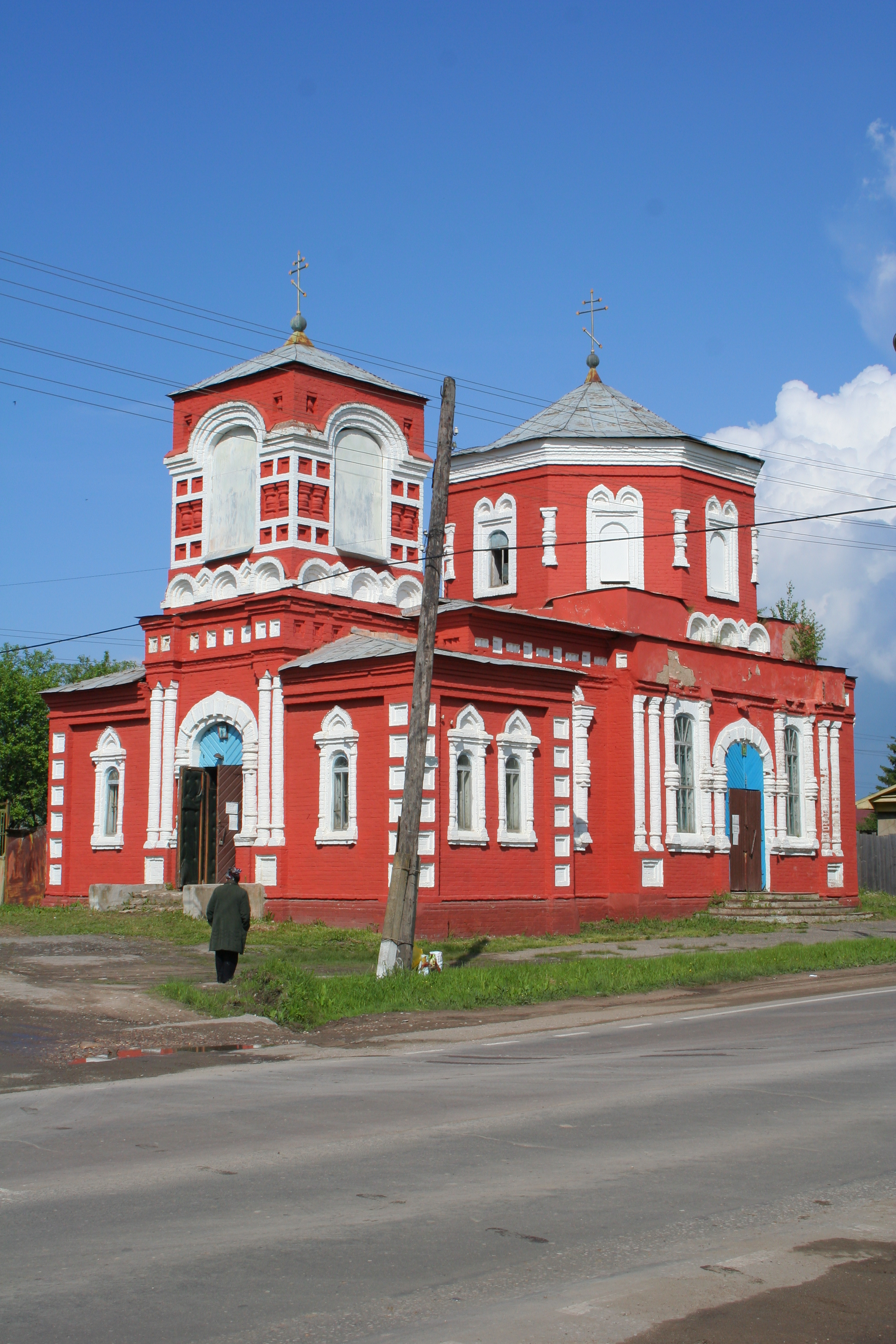
Храм Покрови Богородиці
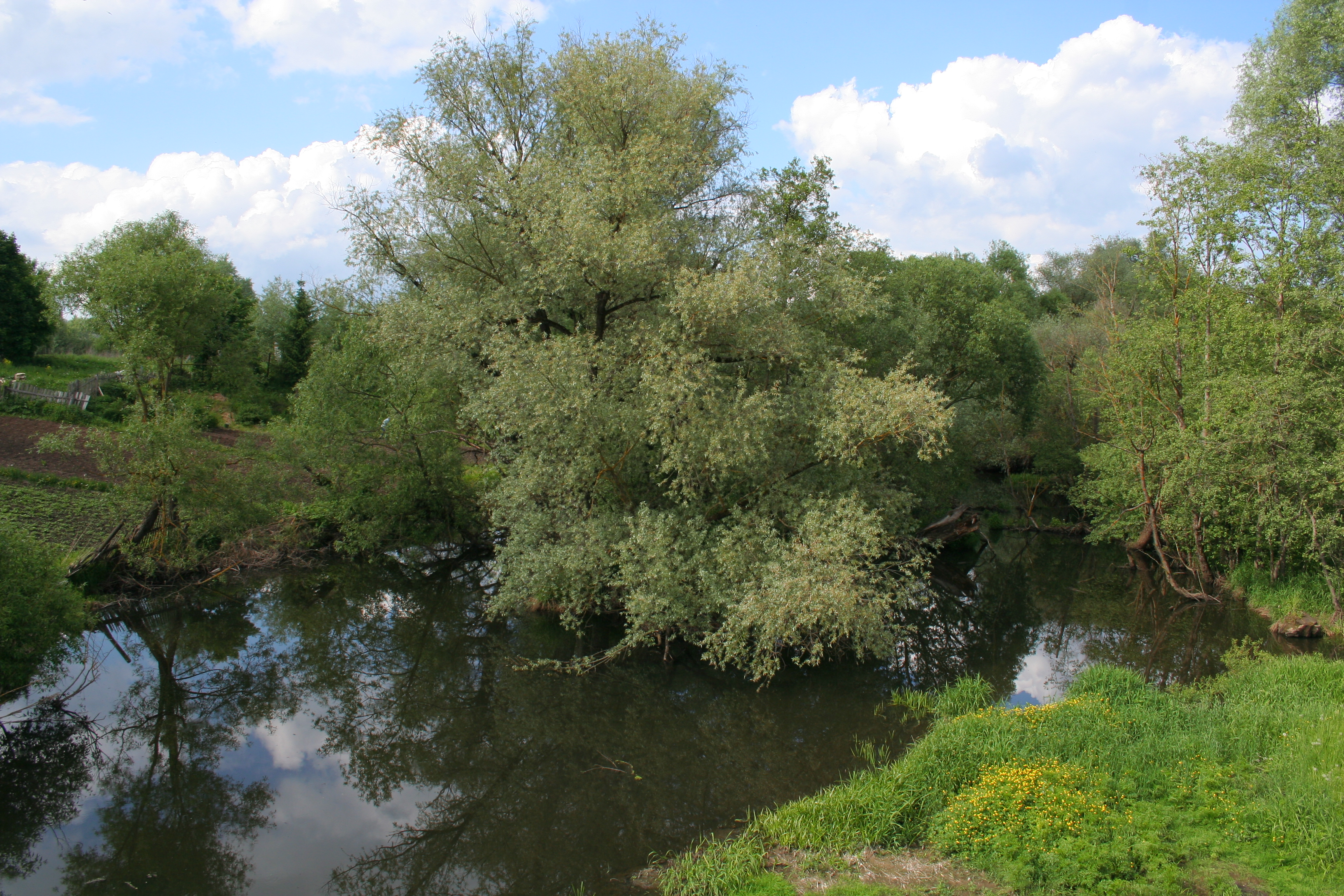
Річка Мединка в Медині

| Калузька область | Це незавершена стаття про Калузьку область. Ви можете допомогти проєкту, виправивши або дописавши її. |

| Росія | Це незавершена стаття з географії Росії. Ви можете допомогти проєкту, виправивши або дописавши її. |